# Geschichte der Stadt Bad Hersfeld

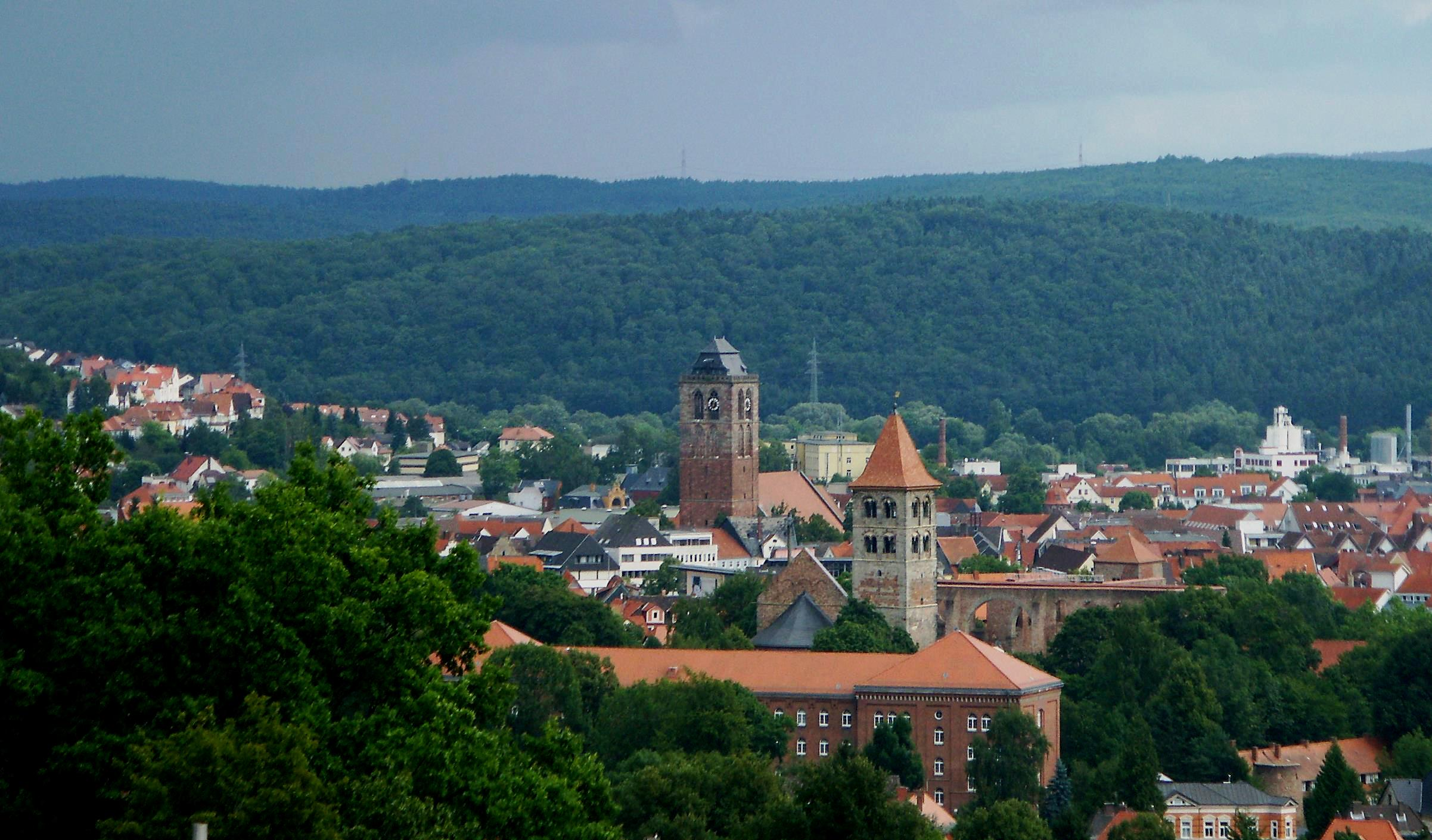
Altstadt von Bad Hersfeld

Die Geschichte der Stadt Bad Hersfeld umfasst die Entwicklungen auf dem heutigen Gebiet der Stadt Bad Hersfeld von der ersten Besiedlung bis zur Gegenwart. Sie ist eng mit der Geschichte der Abtei Hersfeld verbunden, die seit dem achten Jahrhundert existiert.
Zahlreiche historische Namensformen sind urkundlich dokumentiert, z. B. Haerulfisfelt (775), Hariulfisfelt (779), Erulvisfeld (780), Harulfisfelt (782), Herocampia und Herolfesfeld in pago Hassiae (968), Herosfeld (1099), Herveld (1107), Herschfeld und Hersfeld (1134) oder Hirschfeld (1617).

## Vorgeschichte
Bei Ausgrabungen gab es Funde aus der Latènezeit um 400 v. Chr. unter dem Westwerk der Stiftskirche und am Kirchtor.

## Frühmittelalter
Zwischen 736 und 743 kam der aus Bayern stammende Mönch Sturmius, nach Haerulfisfelt (Hersfeld). Er erbaute, nach den Überlieferungen von Abt Eigil in der Vita Sturmi, eine mit Rinden gedeckte Kirche am Frauenberg. Nach der Vita Sturmi gab es hier bereits eine verlassene Siedlung, die einem Mann namens Haerulf gehört haben soll. Somit ergab sich die Ortsbezeichnung Haerulfisfelt („Feld des Haerulf“). Sturmius kam nach Haerulfisfeld in die Einöde Buchonias (Bezeichnung eines alten Gaues, der bis zum 10. Jahrhundert die Landschaft des mittleren und östlichen Vogelsberges umfasste), um hier Gott zu dienen, nachdem er unter Abt Wigbert drei Jahre lang als Priester und Heidenbekehrer in der Umgebung Fritzlars gewirkt hatte. Sturmius zog 744, wegen der Nähe der Sachsengrenze auf Anweisung von Bonifatius, weiter in das Innere der Buchonia und gründete das Kloster Fulda. Es ist nicht bekannt, ob die Einsiedelei (cella) bis zur Gründung des Klosters weiter bestand.
754 wurde Lullus (Lul) Nachfolger von Bonifatius auf dem Bischofsstuhl in Mainz. Zwischen ihm und Sturmius entstand Streit über Privilegien des Klosters Fulda, das direkt dem Papst unterstand und nicht dem Mainzer Bischof. Im Jahre 772 unterwarf Kaiser Karl der Große die Sachsen. Daher gründete Lullus, wegen der Nähe zur Sachsengrenze und aus Konkurrenzgründen zu Fulda (Trutzfulda), zwischen 769 und 773 ein Benediktinerkloster in Hersfeld. Auf dem Reichstag von Quierzy (bei Soissons) im Jahre 775 nahm Karl der Große das Kloster unter seinen Schutz. Es war damit eine Reichsabtei (abbatia regalis) und bekam dadurch außergewöhnliche Vorrechte, unter anderem die freie Abtswahl durch die Mönche und die Befreiung von jeder bischöflichen und gräflichen Gewalt. In weltlicher Hinsicht unterstand das Kloster dem König, und die Stellung des Hersfelder Abts als Reichsfürst bahnte sich an. In geistlicher Hinsicht unterstand das Kloster direkt dem Papst. Das Kloster wurde durch Schenkungen Karls des Großen (Landbesitz, Ortschaften, Zehntabgaben, Kirchen und anderes) rasch ein reicher und machtvoller Faktor im östlichen Hessen und westlichen Thüringen. Nach dem Breviarium Lulli, einem um 810 angefertigten Zehntverzeichnis des Klosters, besaß es in karolingischer Zeit rund 60.000 Morgen Land, verteilt auf 193 Ortschaften, von denen 132 Ortschaften mit etwa 3/4 des gesamten Besitzes in Thüringen lagen.
780 ließ Lullus die Gebeine des Heiligen Wigbert, des ersten Abtes von Fritzlar, nach Hersfeld überführen. Das Kloster wurde dadurch zum Wallfahrtsort. Am 28. Juli 782 besuchte Karl der Große die Abtei Hersfeld. Vier Jahre später, am 16. Oktober 786, starb Lullus. Er und Witta, erster und einziger Bischof von Büraburg, wurden in der Klosterkirche begraben. Wittas Sarkophag, mit einem steinernen Kopfkissen, ist noch heute in der Stiftsruine zu sehen. Das Grab von Lullus gibt es nicht mehr.
Für Siedler, die nicht dem Kloster angehörten, war die Klosterkirche nicht zugänglich, da sie in der Klausur der Mönche lag. Man erbaute daher um 800 eine kleine Frauenkirche oberhalb des Klosters. Sie wurde der Gottesmutter (Unserer lieben Frau) geweiht; daher hat auch der Frauenberg seinen Namen erhalten. 820 nahm Kaiser Ludwig der Fromme die Abtei Hersfeld in seinen Schutz und bestätigte die Schenkungen seines Vaters Karl.
Der Bau einer Basilika wurde 831 begonnen und 850 abgeschlossen. Die Überführung der Gebeine des heiligen Lullus im Jahre 852 in diese neue Stiftskirche gab den Anlass für das Lullusfest, das noch heute gefeiert wird. Der Marktplatz, früher Ebenheit genannt, wurde 915 als Fliehburg angelegt, zur Zeit der ersten Ungarneinfälle. Um 1000 wurde ein Kloster auf dem Petersberg dem heiligen Petrus geweiht. Durch ein Papstdekret von 966, das durch den Einfluss von Kaiser Otto I. zustande kam, wurde die Abtei unmittelbar dem päpstlichen Stuhl unterstellt. Dies bedeutete das Ende des Mainzer Einflusses in Hersfeld. 1058 trat der Mönch Lambert, später als Lampert von Hersfeld bekannt (ein bedeutender Geschichtsschreiber des Mittelalters), in das Kloster ein und leitete die Klosterschule. Man vermutet, dass er die Vita Lulli (Lebensbeschreibung von Lullus) zwischen 1063 und 1073 schrieb.

## Hochmittelalter

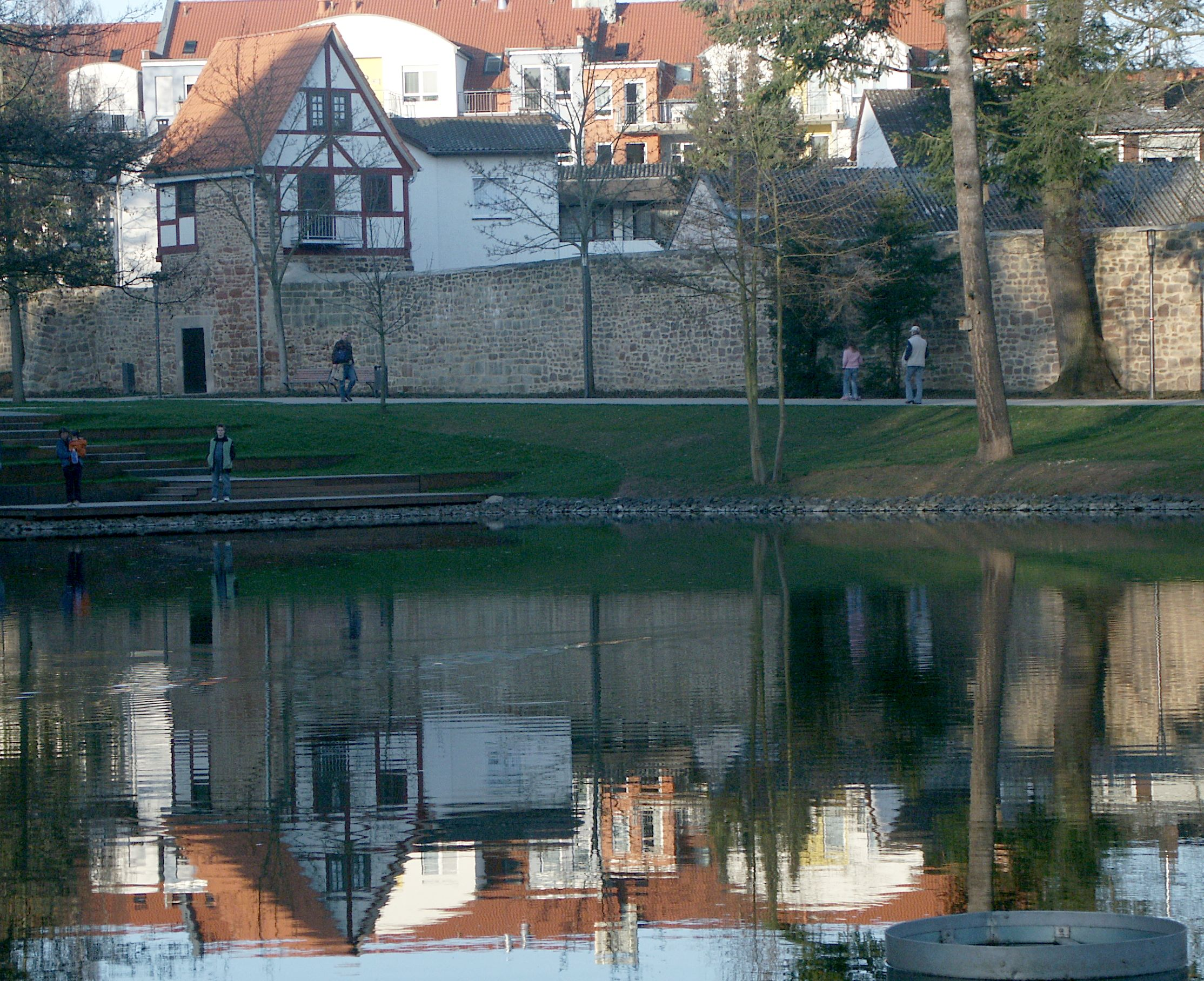
Einer der Nordschulteiche (Reste des ehemaligen Stadtgrabens), dahinter die Reste der Stadtmauer mit einem Perfort (ein viereckiger Turmstumpf, auf den später ein Fachwerkaufbau gesetzt wurde)

Um 1070 wurde Asbach in der Vita Lulli das erste Mal urkundlich erwähnt. Zwischen 1073 und 1074 sammelte Kaiser Heinrich IV. sein Heer bei Hersfeld, um dem Aufstand der Sachsen und Thüringer zu begegnen. Im Jahre 1074 wurde sein Sohn Konrad in Hersfeld geboren. Um 1100 baute man auf dem Frauenberg eine größere Frauenkirche, die später zu einer Klause der Beginen wurde.
Durch die Lage der Stadt an der am Kreuzungspunkt einiger Altstraßen, wie zum Beispiel der Via Regia oder Geleit- und Heerstraße durch die kurzen Hessen, die hier die Fulda und Haune auf Brücken überquerte, wurde Hersfeld 1142 erstmals als Marktort erwähnt. Dies begünstigte auch die weitere Entwicklung der Siedlung. So wird Hersfeld 1170 erstmals als Stadt (civitas, d. h. Stadt mit Mauer, Graben und Marktrecht) erwähnt. Am 4. April 1182 setzte Abt Siegfried den ersten Schultheißen („scultetus“) namens Beringerus ein.
Von 1249 bis 1252 wurde die Stadt vom Gegenkönig Wilhelm von Holland als Reichsstadt anerkannt. In dieser Zeit wanderten hier auch Flamen ein. Der Straßenname Vlämenweg erinnert noch heute daran. Flamen brachten die Technik der Wolltuchbereitung und der Tuchfärberei mit. Schon im folgenden Jahrhundert waren die Wollweber einer der führenden Zünfte in der Stadt. Dies schuf die Grundlage für das blühende Textilgewerbe im 18. und 19. Jahrhundert.

## Spätmittelalter

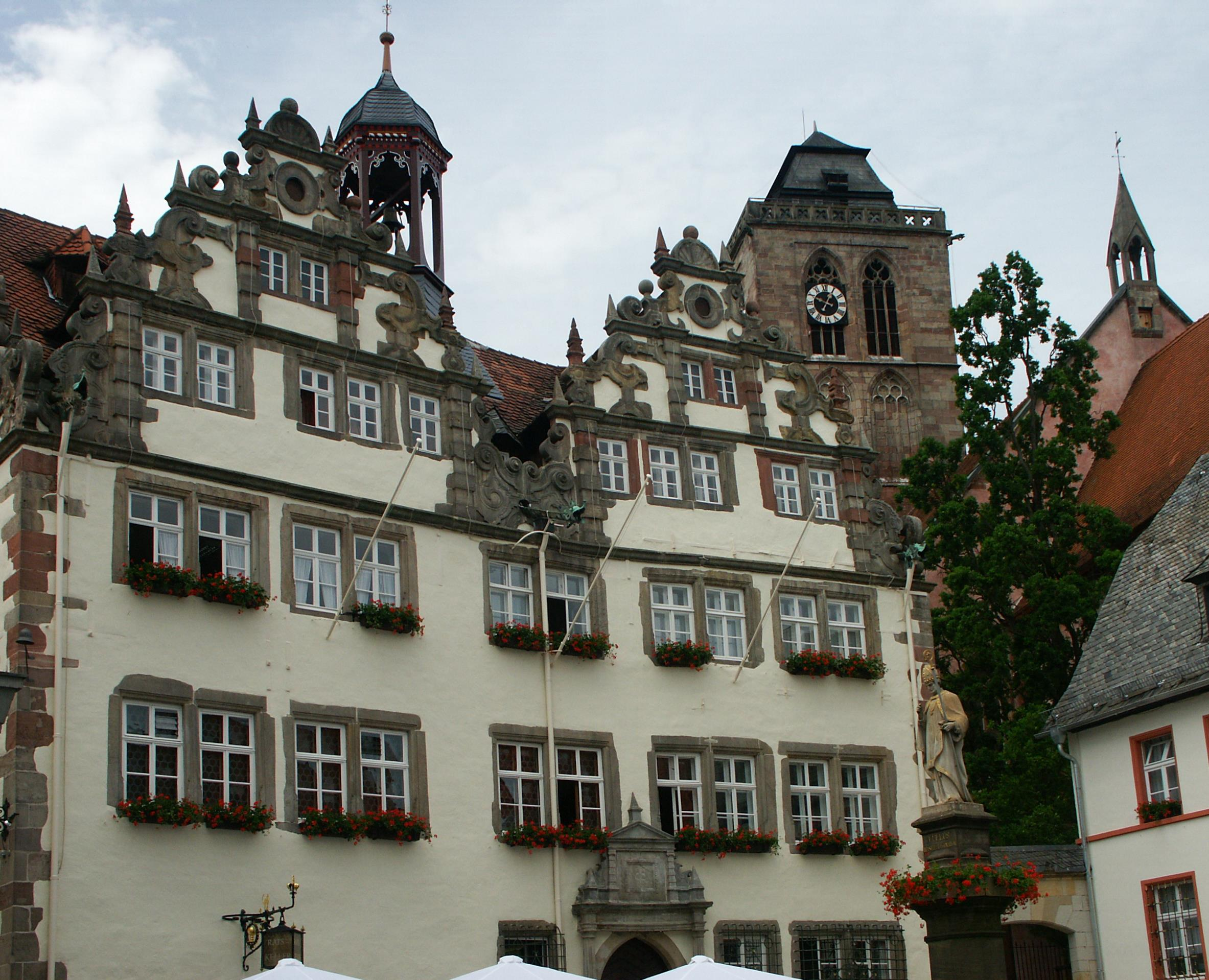
Rathaus von Bad Hersfeld

Ab etwa 1230 begann man die Stadt zu erweitern und die Stadtmauern zu verlegen. Die Arbeiten an der neuen Stadtmauer, dem Stadtgraben und der davorliegenden Zwingermauer dauerten etwa einhundert Jahre an. Sowohl in der Straßenführung, als auch im Stadtbild lässt sich heute noch der Verlauf der Befestigungsanlagen erkennen. Die Stadt hatte nun vier Tore, die nach den nächstliegenden Kirchengebäuden benannt wurden. Sie hießen im Einzelnen Peterstor (Südosten), Johannistor (Südwesten), Frauentor (Norden) und Klaustor (Nordosten). Vom Peterstor aus kam man über die alte Fulda- und Haunebrücke zur Propstei Petersberg. Über die Brücken führte auch die Altstraße „durch die kurzen Hessen“ über die Vorstadt auf das Peterstor und auf die „Breite Straße“ in der Stadt zu. Vom Johannistor aus kam man zur Propstei Johannesberg, vom Frauentor aus kam man zur ersten Pfarrkirche der Stadt auf dem Frauenberg und vom Klaustor aus kam man zur Klauskirche (eine Kirche auf freiem Feld am Ufer der Fulda).
Im Jahre 1255 schloss sich die Stadt dem Rheinischen Städtebund an. Es erfolgten in kurzen Abständen die ersten urkundlichen Erwähnungen der Orte Heenes („villa Heynes“) im Jahre 1322, Allmershausen im Jahre 1331, Beiershausen („Beigershusen“) im Jahre 1332 und Kathus („Katens“) im Jahre 1340. Die ersten Unabhängigkeitsbestrebungen der Stadt von der Abtei zeigten sich 1323 durch die Einweihung des gotischen Chors der Stadtkirche und 1344 durch den Kauf des Hospitals am Johannestor mit der Hospitalkirche von der Abtei. Im Jahre 1356 kam es zur ersten großen Pestepidemie, bei der 3000 Einwohner der Stadt umkamen. Weitere Epidemien gab es 1410, 1470 und 1486. 1362 wurde Kohlhausen („Collhusen“) das erste Mal urkundlich erwähnt und von 1371 gibt es erste Urkunden über das gotische Rathaus der Stadt. Es wurde im 16. Jahrhundert erweitert und im 17. Jahrhundert im Stil der Weserrenaissance umgestaltet. Ein Bündnis zwischen der Stadt und dem hessischen Landgrafen wurde am 28. Januar 1373 geschlossen, 1414 und 1430 erneuert. Darin verpflichtete sich der Landgraf die Stadt bei Fehden zu unterstützen.

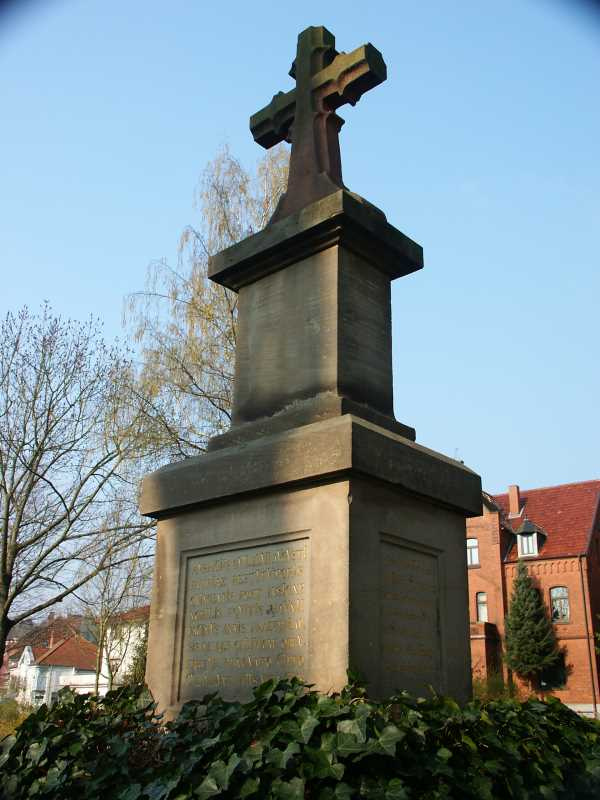
Vitaliskreuz in Bad Hersfeld

Am 28. April 1378 wollten die Hersfelder einen neuen Schultheiß wählen. Dadurch verlor der Abt die direkte Kontrolle über die Stadt. Um dies zu verhindern, überfiel der amtierende Abt Berthold II. von Völkershausen in der Vitalisnacht mit Hilfe verbündeter Ritter die Stadt. Der Ritter Simon von Haune warnte jedoch zuvor die Stadt und der Angriff konnte zurückgeschlagen werden. Beim Ersteigen der Stadtmauer wurde der Ritter Eberhard von Engern, ein Anführer des Sternerbundes, durch einen Armbrustschuss tödlich getroffen. Seine durchlöcherte Sturmhaube hing lange Zeit am Rathaus; heute ist sie im Stadtmuseum Bad Hersfeld ausgestellt. An dem Ort, wo die Sterner die Stadtmauern übersteigen wollten, stellten die Hersfelder das Vitaliskreuz auf. Neben der Jahreszahl steht auf der Basis des Kreuzes: „ISTIC HERSFELDIS FRUT TRADITA POST VITALIS“ (Hier wurde Hersfeld in der Vitalsnacht verraten). Die Bürger gelobten außerdem zum Dank für den vereitelten Überfall jedes Jahr eine Prozession zu Ehren des Heiligen Vitalis durchzuführen. Dies belastete das Verhältnis zwischen Stadt und Abtei jedes Jahr von neuem.
In den folgenden Jahren gab es weitere Streitigkeiten zwischen der Stadt bzw. dem verbündeten hessischen Landgrafen und dem Abt. Diese Streitigkeiten gingen meistens zum Nachteil für den Abt und das Kloster aus, und die Abtei verlor damit an Einfluss und Besitz. 1432 schloss Abt Albrecht von Buchenau mit Landgraf Hermann einen Erbschutzvertrag, der 1458 und 1490 erneuert wurde. Das Fürstentum Hersfeld galt seitdem als ein zu Hessen gehörendes Land.

## Reformation
1518 wurde das erste Mal ein Heilbrunnen in Hersfeld erwähnt. Mit dem Pfarrer Heinrich Fuchs begann 1520 in Hersfeld die Reformation. Fuchs und ab 1523 sein Kaplan Melchior Rinck predigten in der Stadtkirche, dass kein Mensch sich durch eigenen Werke den Himmel verdienen könne. Auf dem Rückweg vom Reichstag in Worms predigte Martin Luther 1521 auf Einladung des Hersfelder Abtes Crato I. in der Stiftskirche. Der Pfarrer Fuchs heiratete unter dem Eindruck der persönlichen Begegnung. Abt Crato verwies daraufhin Pfarrer Fuchs und seinen Kaplan aus der Stadt. Am 17. Dezember 1523 wurden wegen der Ausweisung und nach Predigten von Fuchs und Ringk das Haus des Stiftskanzlers und einige Häuser im Stiftsbezirk von Hersfeldern geplündert. Fuchs und Ringk wurden auf Befehl des Landgrafen gefangen genommen. Sie wurden jedoch von Hersfeldern befreit und über die hessische Grenze gebracht. Die Flucht der beiden wurde nicht weiter untersucht. 1524 wurde Magister Adam Krafft, der in Fulda im lutherischen Sinn predigte, aus Fulda vertrieben und in Hersfeld aufgenommen. Er wurde der eigentliche Reformator Hersfelds. Neben Martin Bucer gilt Krafft als der Reformator der Landgrafschaft Hessen.
Geführt von Bürgermeister Ottensaß, gingen die Bürger von Hersfeld im Bauernkrieg von 1525 zu den Aufständischen über. Sie stürmten den Stiftsbezirk und plünderten die Abtswohnung. Der Abt zog sich auf das Schloss Eichhof zurück. Landgraf Philipp von Hessen warf den Aufstand nieder und ließ sich das mit der Oberherrschaft über Teile Hersfelds und einiger Amtsbezirke bezahlen. Nach der Niederwerfung hörte Landgraf Philipp den Magister Adam Krafft predigen und ernannte ihn zu seinem Hofprediger. Daraufhin kam Balthasar Raid, wie Adam Krafft aus Fulda stammend, als erster protestantischer Prediger nach Hersfeld. Der Nachbau seines 1563 gebauten Hauses steht in der Unteren Frauenstraße.
In diese Zeit der Reformation fiel auch 1526 die erste Erwähnung des Ortes Sorga.

## Neuzeit

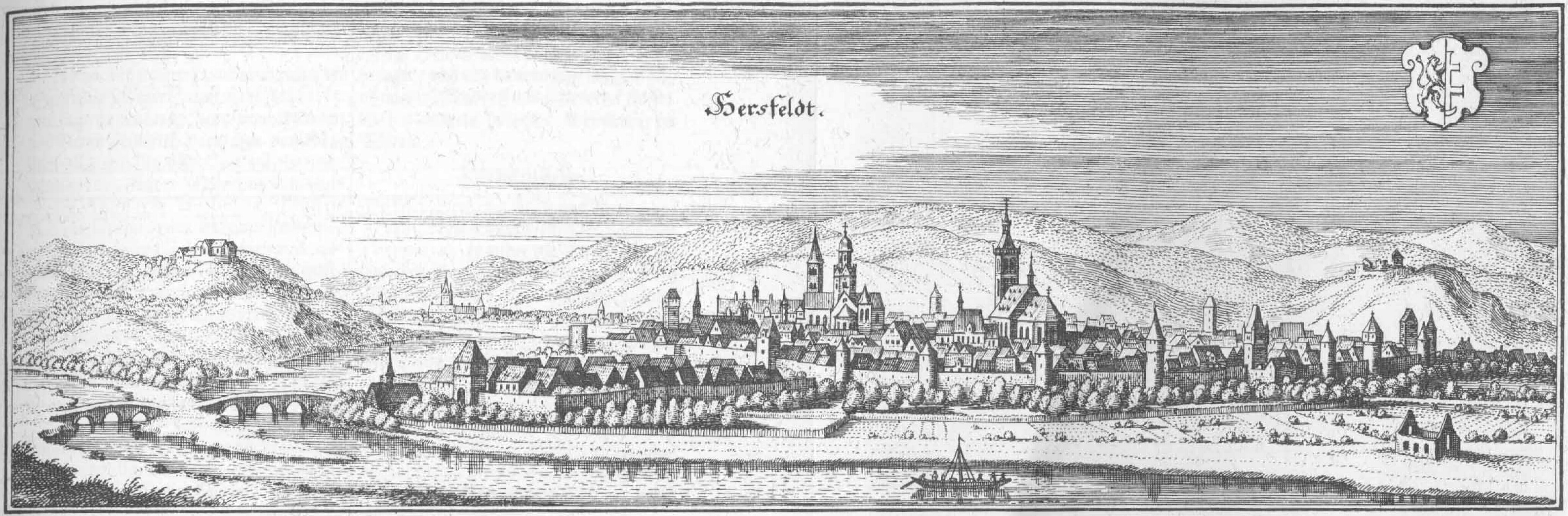
Kupferstich von Hersfeld um 1600 von Matthäus Merian, der eine Federzeichnung von Wilhelm Dilich zur Vorlage hatte.

In dem verlassenen Franziskanerkloster wurde 1570 durch Abt Michael das Gymnasium gegründet. Nach dem Tod des letzten Abtes Joachim Roell 1606, der schon von Landgraf Moritz von Hessen-Kassel eingesetzt wurde, setzte dieser seinen Sohn Otto als Administrator ein. Otto starb jedoch mit 22 Jahren am 7. August 1617 in Hersfeld an einer Schussverletzung. Sein Nachfolger wurde der spätere Landgraf Wilhelm V. 1608 ließ Landgraf Moritz, nach seinem calvinistischen Glauben, die bildlichen Darstellungen aus der Stadtkirche entfernen. Ab 1609 wurde auch der calvinistische Ritus anstelle des lutherischen in Hersfeld praktiziert. Im Jahre 1611 kam es in Hersfeld zu einer Pestepidemie, bei der 181 Einwohner starben.

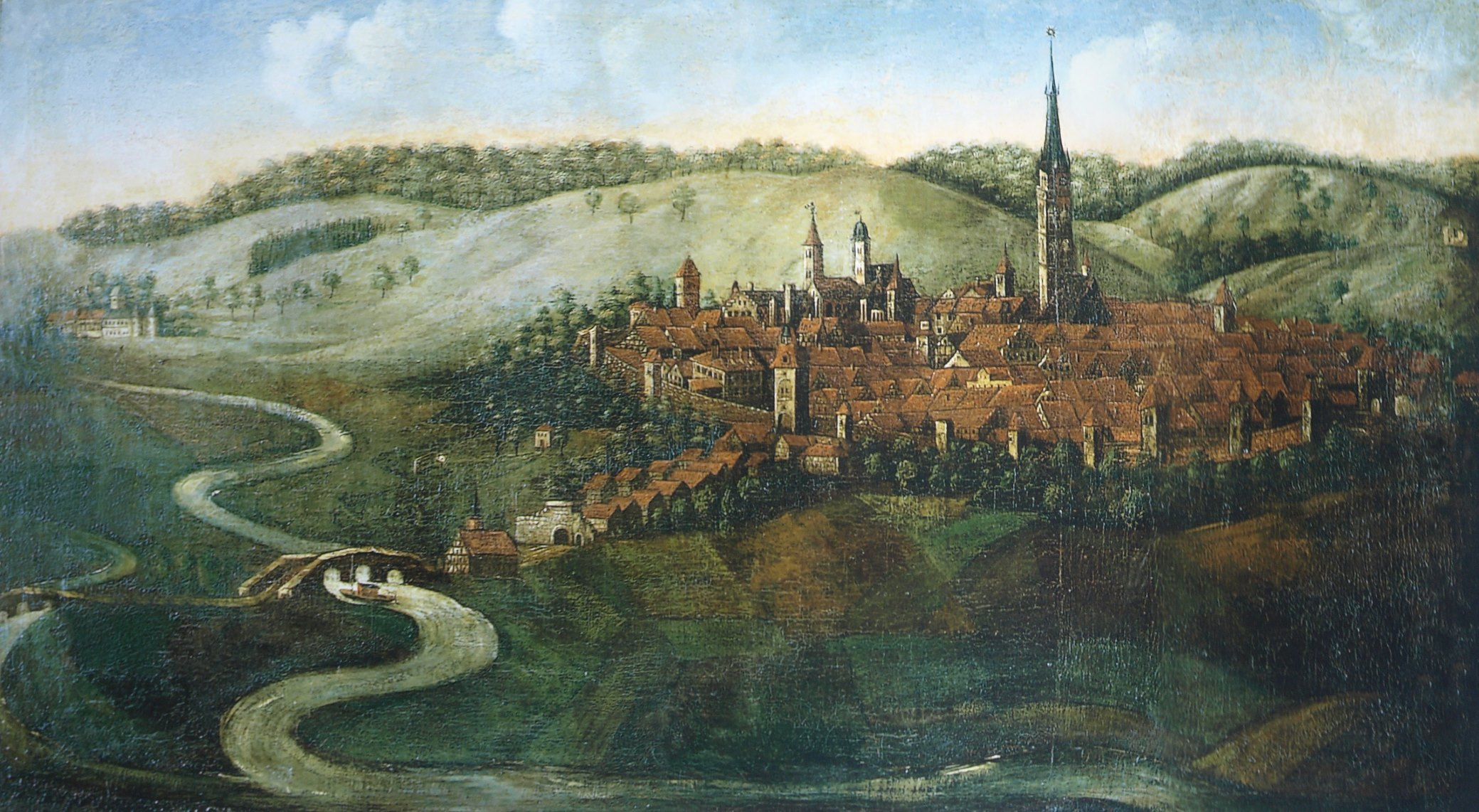
Älteste Stadtvedute von Hersfeld, die in Öl gemalt wurde. Gemalt von Conrad Schnuphase im Jahr 1696

Während des Dreißigjährigen Krieges hatte der kaiserliche Feldherr Graf Tilly von 1623 bis 1625 sein Hauptquartier in der Stadt. Es gab wieder Mönche im Kloster, und von 1629 bis 1631 fanden wieder katholische Gottesdienste in der Stadtkirche statt. Kaiser Ferdinand II. übertrug seinem Sohn Leopold Wilhelm von Österreich das Amt eines Kommendatarabts der Reichsabtei mit dem Ziel der Rekatholisierung. 1631 eroberte Landgraf Wilhelm V. Hersfeld zurück. Da er aber den Prager Frieden 1635 ablehnte, verhängte der Kaiser über ihn die Reichsacht und bestritt ihm weiterhin den Besitz von Hersfeld.
Rechtssicherheit erhielt der Landgraf erst 1648, als nach dem Ende des Krieges das Herrschaftsgebiet der Abtei zu einem weltlichen Fürstentum und durch Kaiser Ferdinand III. von Habsburg als Reichslehen dem Haus Hessen-Kassel zugesprochen wurde. Der Friedensvertrag zu Münster und Osnabrück regelte dies im 15. Artikel, § 2. Die Landgrafen von Hessen-Kassel hatten seitdem als Fürsten von Hersfeld eine zusätzliche Stimme im Reichstag.
Im ehemaligen Franziskanerkloster wurde von 1688 bis 1689 ein neues Gebäude für das Gymnasium erbaut. Es steht bis heute über den Grundmauern vom südlichen Flügel des Klostergevierts. Diese Grundmauern haben einen etwas anderen Grundriss, als das neuere Gebäude darüber. Zwei dort vorhandene Gewölbekeller werden daher noch dem Klosterbau zugeschrieben. Dieser Neubau war bis 1906 das einzige Schulgebäude der „Alten Klosterschule“, wie sie lange hieß. Bis in die Gegenwart wird der Bau als Schulgebäude verwendet (Konrad-Duden-Schule). An diese Schule kam 1705 Conrad Mel als „Inspektor der Kirchen des Fürstentums“ und Rektor dieser Schule nach Hersfeld. 1709 gründete er das Waisenhaus. Auf naturwissenschaftlichem Gebiet erfand er unter anderem einen selbstackernden Pflug und veranlasste den Anbau der Kartoffel im Hersfelder Land.
Am Ende des Jahres 1760 wurde die schlanke Spitze des Kirchturms durch Blitzschlag zerstört. Die Erneuerung war während des Siebenjährigen Krieges nicht möglich. Man versah daher den Turm mit einem stumpfen Notdach, das heute noch die Spitze des Turmes ist. Diese außergewöhnliche Dachform mag mit dazu beigetragen haben, dass der Kirchturm heute das Wahrzeichen der Stadt ist.

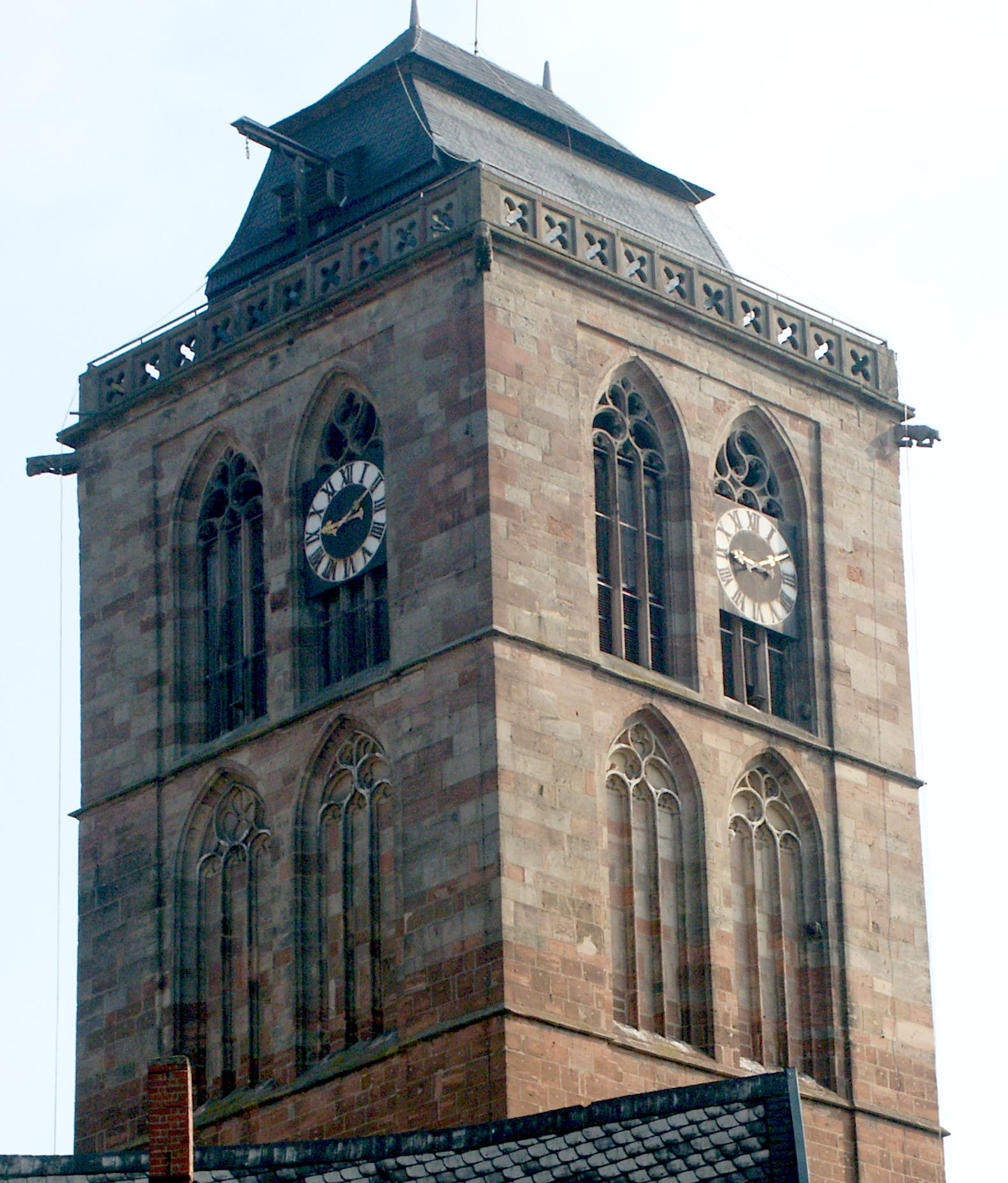
Turm der Hersfelder Stadtkirche

Im Siebenjährigen Krieg besetzten französischen Truppen unter Marschall Victor-François de Broglie Hersfeld. Er nutzte die Räumlichkeiten der nicht mehr genutzten Klostergebäude und der Stiftskirche als Vorrats- und Verpflegungslager. Als 1761 Truppen unter Herzog Ferdinand von Braunschweig, die mit Preußen verbündet waren, schnell gegen Hersfeld vorrückten, konnten die Franzosen ihre Stellung in der Stadt nicht mehr halten. Um zu verhindern, dass die Vorräte dem Feind in die Hände fielen, wurden diese angezündet. Am 19. Februar 1761 brannte daher die Stiftskirche und umliegende Abteigebäude ab. Der Turm über der Vierung mit der kupfer-vergoldeten Hand, die angeblich noch von Karl dem Großen stammte, und das Dach der Kirche stürzten unter anderem durch Mehlstaubexplosionen ein. Noch ein halbes Jahr später schlugen Flammen aus den Schuttbergen. Lediglich der Ostflügel des romanischen Klostergevierts ist erhalten geblieben. In diesem ist heute das Museum untergebracht.
Der Landgraf erwarb von der Stadt 1798 die farbenreichen Fenster aus der Stadtkirche. Er benutzte sie für die Löwenburg im Bergpark Wilhelmshöhe in Kassel.

### Vierter Koalitionskrieg in Hersfeld

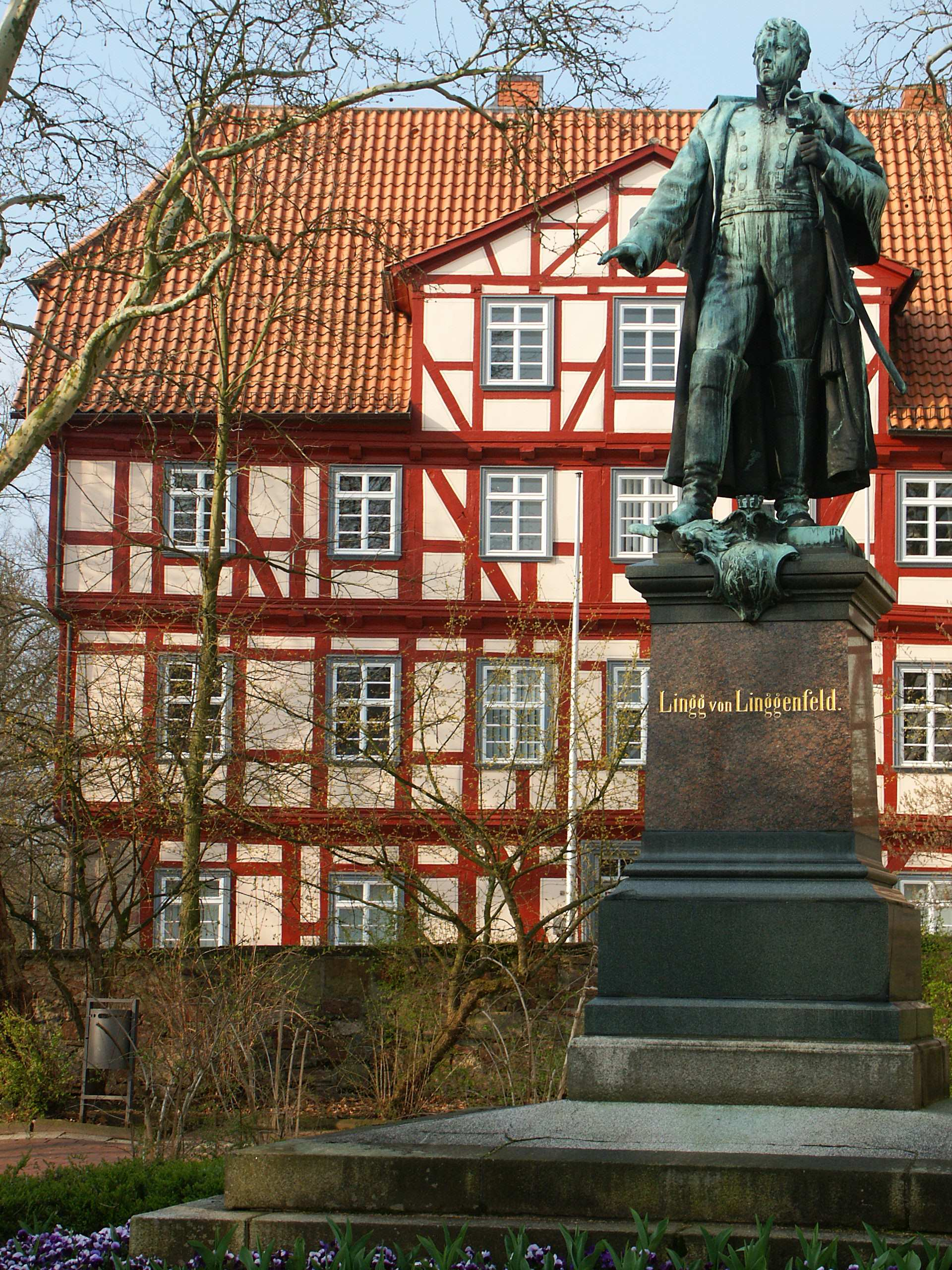
Denkmal für Lingg von Linggenfeld in Bad Hersfeld

Im vierten Koalitionskrieg war Hersfeld wieder von französischen Truppen besetzt. In Hersfeld rückte am 24. Dezember 1806 eine Kompanie des ersten italienischen leichten Infanterieregiments (Teil der Koalitionsarmee von Napoléon) unter Kapitän Guillien ein. Sie sollten am nächsten Tag weiter nach Kassel und dann weiter an die Front in Polen marschieren. Viele Soldaten der Kompanie (etwa 160 Mann) wurden in Privathaushalten einquartiert. Nach dem Kirchenbuch der Stadtkirche, kam es zwischen dem Tuchbereiter Pforr in der Wallengasse und dem Sergeantmajor Martinelli zum Streit wegen des Nachtlagers. Martinelli zog seinen Degen und es kam zum Kampf. Wegen des Lärms im Haus kamen dem Sergeantmajor weitere italienische Soldaten zu Hilfe, die sich gerade vor dem Haus befanden. Daraufhin lief Pforr an ein Fenster und rief „Bürgerrecht“. Der Auflauf vor dem Haus und auf den Straßen wurde immer größer und Gerüchte über die entlassenen kurhessischen Soldaten, die sich noch in der Stadt aufhielten, kursierten. So geriet die Situation außer Kontrolle. Viele Bürger bewaffneten sich mit „Äxten, Sensen, Stangen und dergleichen Mordgewehr“ und griffen die Italiener, die sich auf den Straßen aufhielten an. Es fielen Schüsse, dabei kam ein italienischer Soldat ums Leben und ein Hauptmann wurde verletzt. Die anderen wurden entwaffnet und gefangen genommen.
Erst als sich daraufhin die Lage wieder beruhigte, wurden die Bürger sich der Lage bewusst, in die sie durch den Aufruhr geraten waren. Kurfürst Wilhelm I. war zu diesem Zeitpunkt von Napoléon schon abgesetzt worden, so bat Bürgermeister Johann Michael Gesing beim französischen Generalgouverneur in Kassel um Gnade für die Stadt. Hersfeld musste zunächst Einquartierungskosten für die anrückenden badischen Truppen und eine Wiedergutmachungsleistung zahlen (z. B. 5000 Paar Schuhe, 1000 Soldatenmäntel und 5000 Taler).
Napoléon entschied, die Stadt dennoch zu plündern und an allen vier Ecken anzuzünden. Mit der Ausführung wurde der badische Oberstleutnant Johann Baptist Lingg beauftragt. Am 20. Februar 1807 führte dieser, mit stillschweigender Duldung seiner französischen Vorgesetzten, den Befehl nur wörtlich aus. Es wurden nur vier einzeln stehende Häuser angezündet. Es waren ein Heu- und Strohmagazin am Stift, ein bretternes Exerzierhaus neben dem Brauhaus auf dem Markt, ein kleines Gebäude in der Nähe der Tuchfabrik Braun und das Sondersiechenhaus an der Fuldabrücke. Somit rettete Lingg die Stadt auch vor Plünderung und völliger Vernichtung. Er wurde für sein Handeln von den hessischen Kurfürsten Wilhelm I. und Wilhelm II. mit dem Großkreuz des hessischen Löwenordens ausgezeichnet und geadelt. Er führte später den Namen Lingg von Linggenfeld.
Nach dem Frieden von Tilsit rief Napoleon Bonaparte per Dekret vom 18. August 1807 das Königreich Westphalen aus. Als Teil des Kurfürstentums Hessen gehörte fortan auch das Fürstentum Hersfeld bzw. die Stadt zu dem neu geschaffenen Königreich. Hersfeld gehörte zum Departement der Werra. In Hersfeld lag der Verwaltungssitz des Distrikts Hersfeld und des Kantons Hersfeld. Schon 1813, nach der Völkerschlacht bei Leipzig, wurde das Kurfürstentum Hessen wiederhergestellt.

## Moderne

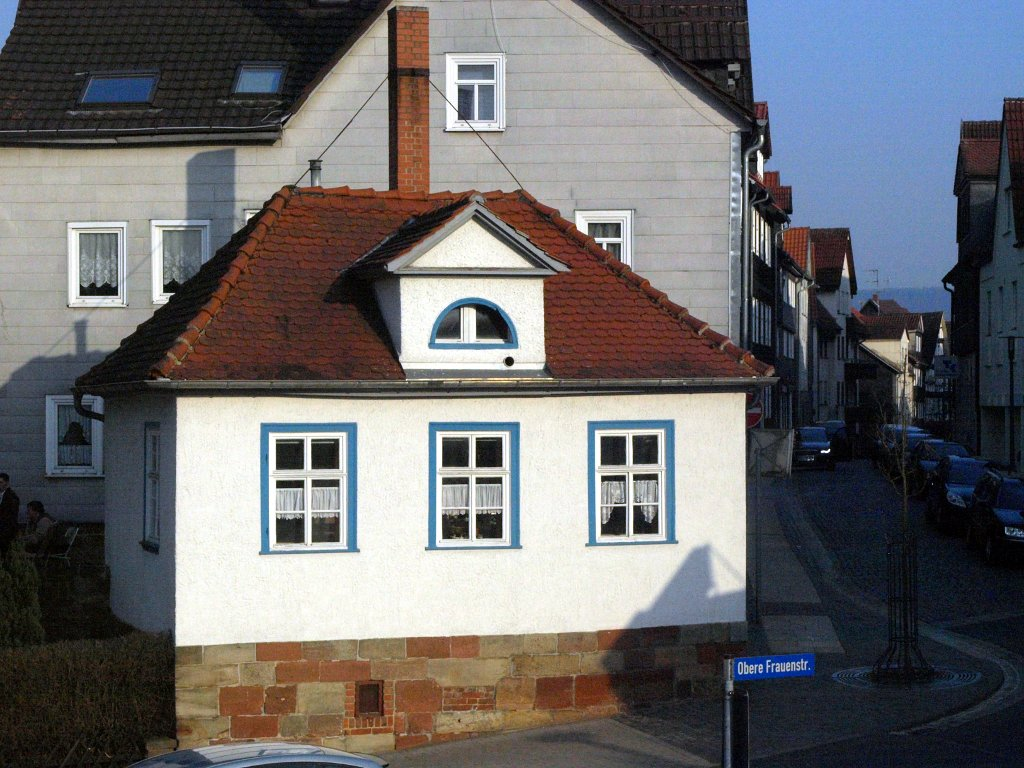
Ehemaliges Torwärterhaus des Frauentores erbaut 1829, vermutlich auf einem Keller, der zum mittelalterlichen Torbau gehörte.

Die Stadtbefestigungen wurden um die Jahrhundertwende zum 19. Jahrhundert abgetragen. Der Wehrgang der Stadtmauern wurde abgetragen und vielerorts als Stützmauer für neue Gebäude genutzt, wie noch heute an vielen Orten rund um die Altstadt zu erkennen ist. So wurden im Jahr 1795 das äußere Johannestor und das äußere Klaustor abgerissen. Im Jahr 1820 wurden die Tortürme über den Klaustor und am Peterstor abgetragen, 1829 dann auch der Turm über dem Frauentor. Nachfolgend wurden auch die Stadtgräben zugeschüttet, so ist dies zum Beispiel im Jahr 1839 zwischen dem Johannes- und Peterstor beurkundet. Danach existierten noch bis in das 20. Jahrhundert hinein einfache Tore, die anfangs mit Gittertüren verschließbar waren und bis zum Ende des 19. Jahrhunderts gab es an diesen Toren noch Stadtwachen.
In den Jahren 1818 und 1819 gab es im Stadtgebiet die erste Chaussee von Kassel nach Hersfeld. Seit 1814 gab es eine Straßenbeleuchtung, die von 1862 bis 1864 von Öl auf Gas umgestellt wurde. In dieser Zeit entstand die erste Gasfabrik am Schillerplatz. Ab 1856 wurden die Brunnen der Stadt durch eiserne Wasserrohre ersetzt. Der einzige Brunnen, der aus dieser Zeit stehen blieb, steht auf dem Rathausplatz.
Zu dieser Zeit wuchs die Stadt auch außerhalb der Stadtmauern und die Hersfelder Tuchindustrie dehnte sich deutlich aus. Bereits 1142 war Hersfeld reich an textilherstellenden und textilverarbeitenden Zünften, z. B. Gewandschneider, Wollweber und Leineweber. Im Jahre 1264 wurden Hersfelder Tuchmachereien das erste Mal urkundlich erwähnt. Im 18. Jahrhundert wurde das „Hersfelder Tuch“ überregional bekannt. Die Hersfelder Tuchindustrie dehnte sich im Jahre 1817, unterstützt durch die Einführung der cockerillschen Spinnmaschine, deutlich aus. Die weitere Mechanisierung (hauptsächlich durch die Wasserkraft der Geis betrieben) aller Arbeitsgänge der Tuchherstellung folgte bis 1843, als zuletzt auch das Weben von einer Maschine (mechanischer Webstuhl von der Sächsischen Maschinenbau-Compagnie) übernommen werden konnte. 1853 steht in Hersfeld die erste Dampfmaschine, die den industriellen Einsatz aller Maschinen ermöglichte. Daher entstanden in dieser Zeit auch die ersten Tuchfabriken außerhalb der Stadtmauern, die zuvor als Manufakturen in der Altstadt produzierten. Daraus entwickelte sich in den folgenden Jahrzehnten die Tuchindustrie. Die größten und bedeutendsten Fabriken waren die Tuchfabriken Rechberg und Braun. Diese beiden Firmen schlossen sich zwischen 1920 und 1937 zur Mitteldeutschen Verkaufsgesellschaft m.b.H. zusammen. Sie war in dieser Zeit eine der größten Tuchfabriken in Deutschland. Parallel zur Tuchindustrie entwickelte sich die Maschinenbauindustrie, welche Apparate für die Tuchfabriken entwickelte und verkaufte. Hier ist in erster Linie die Schilde AG zu nennen, die in der Trocknungstechnik tätig war. Der Niedergang der Tuchindustrie erfolgte in den 1950er- und 1960er-Jahren. Im Jahr 2006 schloss der letzte Textilhersteller (Adam Wever KG) in der Stadt. Die letzte Firma, die sich noch dem textilherstellenden Gewerbe zuordnen lässt, ist der Polyesterhersteller für hochfeste Fasern, Performance Fibers GmbH (ehemaliges Hoechst Werk).

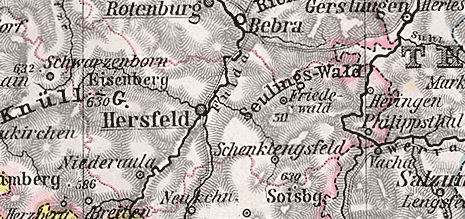
Historische Karte des Kreises Hersfeld

Das Fürstentum Hersfeld wurde 1821 als Kreis Hersfeld in das Kurfürstentum Hessen eingegliedert und Hersfeld wurde Kreisstadt. Im Jahre 1836 wurde nach Plänen von Leonhard Müller die Bürgerschule am Neumarkt gebaut. Dieser arbeitete von 1827 bis 1851 als Landbaumeister in der Stadt. Er unternahm auch die ersten Ausbesserungs- und Sicherungsarbeiten an der Stiftsruine und einem Flügel des Klostergeviert, in dem heute das Museum untergebracht ist. Seit 1866 steht auf dem Brunnen vor dem Rathaus ein Standbild des Stadtgründers Lullus.
Mit der Einweihung des ersten Abschnitts der Bahnstrecke Bebra–Fulda von Bebra bis Hersfeld am 22. Januar 1866 erhielt die Stadt Eisenbahnanschluss; die Strecke der Friedrich-Wilhelms-Nordbahn-Gesellschaft von Kassel über Bebra bis Gerstungen, wo Anschluss an die Thüringer Bahn nach Halle bestand, existierte schon seit 1848. Am 1. Oktober 1866 wurde die Bahnstrecke über Fulda bis Neuhof verlängert. Ab dem 15. Dezember 1868 war die Strecke durchgängig bis Frankfurt am Main fertig. Schon 1849 hatte die Inbetriebnahme der Bahnstrecke von Kassel bis Bebra die Einstellung der bis Hersfeld reichenden Fuldaschifffahrt zur Folge gehabt.

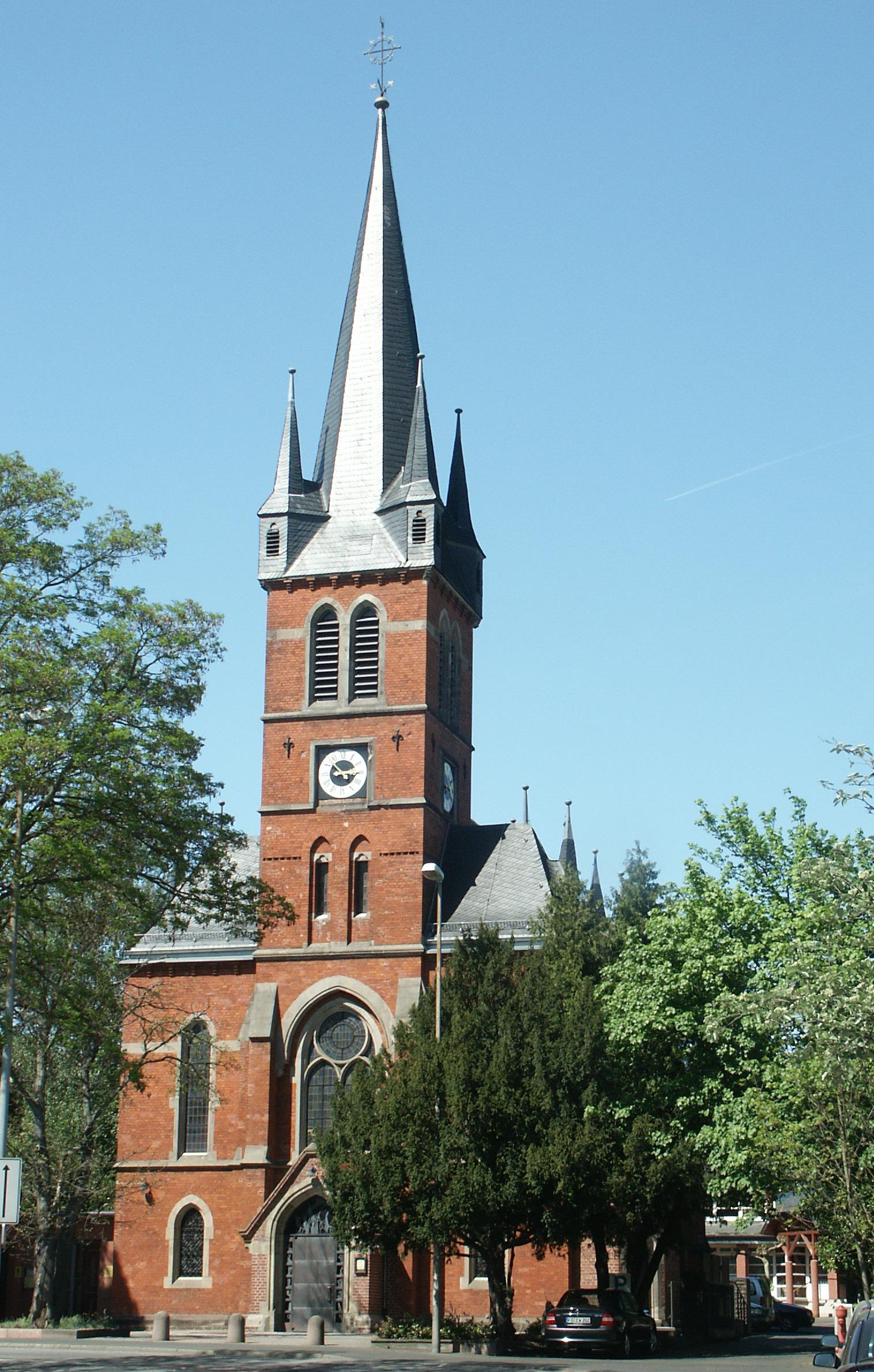
Lullus-Sturmius-Kirche aus dem Jahr 1885 (2007)

Nach dem Deutschen Krieg 1866 wurde Kurhessen und damit auch Hersfeld in den preußischen Staat eingegliedert. Hersfeld wurde Garnisonsstadt, als gegenüber dem Hauptportal der Stiftsruine eine Kaserne errichtet wurde, in der 1871 das Füsilierbataillon des 2. Thüringischen Infanterie-Regiments Nr. 32 stationiert wurde. Ab 1890 war in dem Gebäude eine preußische Kriegsschule untergebracht. Heute befindet sich dort das Finanzamt.
Von 1876 bis 1905 war Konrad Duden Direktor des königlichen Hersfelder Gymnasiums. In dieser Zeit erschien 1880 die erste Auflage des Dudens. Die Schule, an der er lehrte, trägt heute seinen Namen.
Religiöse Minderheiten erbauten in den 1880er- und 1890er-Jahren eigene Gotteshäuser. 1885 erbaute die katholische Gemeinde ihre Kirche St. Lullus-Sturmius im Seilerweg, 1886 errichteten die Baptisten ihre Kapelle und 1896 erbaute die jüdische Gemeinde eine Synagoge in der Straße Am Vogelgesang 1.
Zu Ehren des Retters der Stadt – Lingg von Linggenfeld – wurde 1896 ein Denkmal gebaut. Mit der Neuerbohrung der Lullusquelle 1904, die schon seit 1518 urkundlich bekannt war, begann die Entwicklung der Stadt zum Kurbad. Das Heilwasser dieser Quelle kommt aus 422 m Tiefe. Es ist eine Eisen- und Bittersalzquelle, die bei Erkrankungen des Magens und des Darmes angewendet wird. Mitte des Jahres 1906 wurde das Sanatoriums Wigbertshöhe eröffnet. 1928 wurde der Linggbrunnen erbohrt. Das Wasser wird bei Arteriosklerose, Erschlaffungs- und Alterserscheinungen angewendet.

## Jüngere Geschichte

### Nationalsozialismus und Zweiter Weltkrieg
Während der nationalsozialistischen Zeit wurde 1935 auf der Hohen Luft die Wehrmachtskaserne für die Kraftfahr-Abteilung 9 gebaut. Im Jahre 1936 wurde anlässlich der Zwölfhundertjahrfeier der Stadt die „Kulturhalle“ fertig gestellt. Dieser Bau ist heute, nach einem Umbau im Jahre 1999, die Stadthalle.

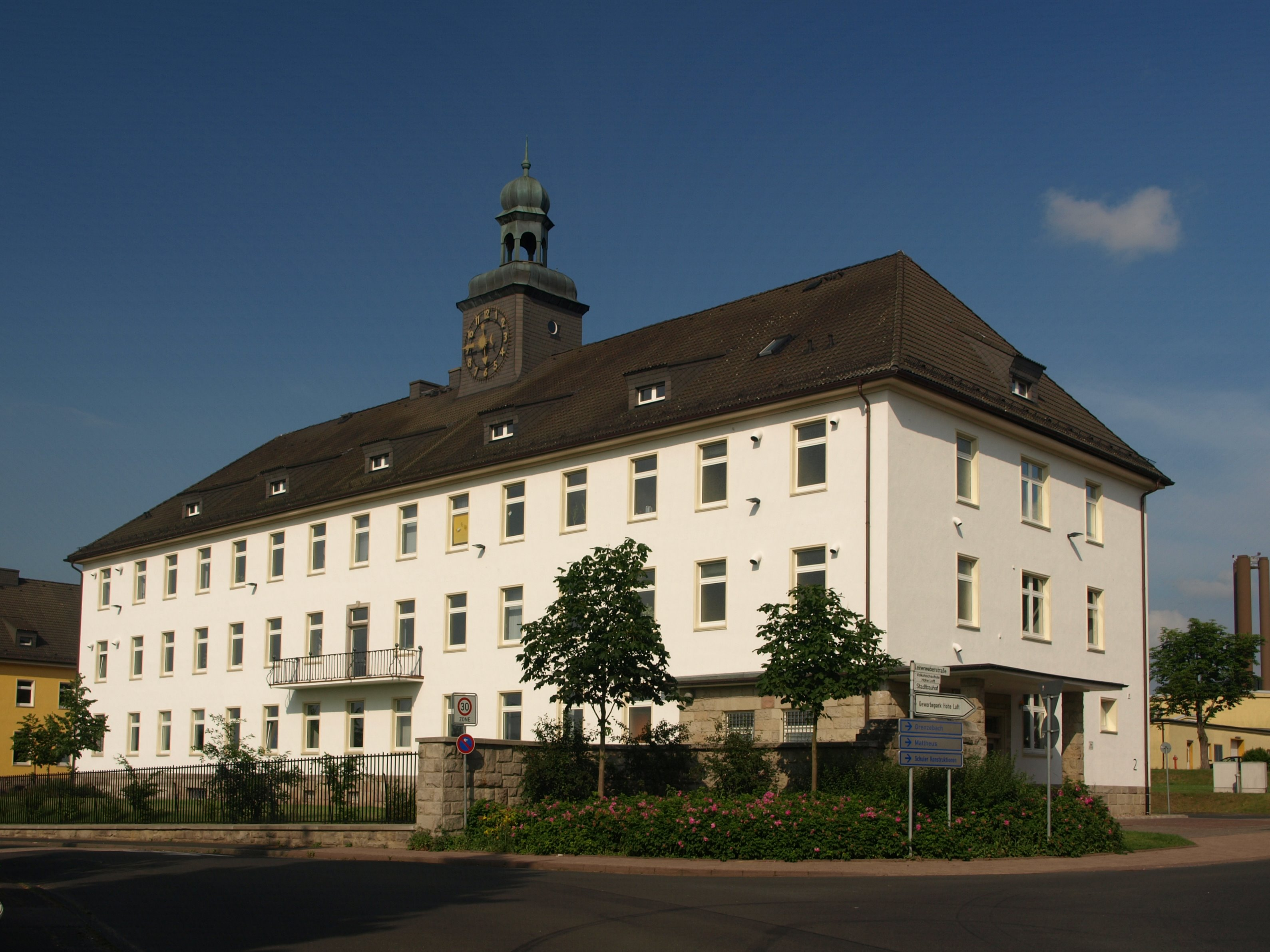
Hauptgebäude der früheren Wehrmachtskaserne, ab 1948 McPheeters Kaserne der US-Army, im Bad Hersfelder Stadtteil Hohe Luft

Die Novemberpogrome 1938 begannen in der Stadt am 8. November. Laut dem Polizeibericht brannte die Synagoge in der Straße Am Vogelgesang 1 um 21:30 Uhr aus und wurde noch im gleichen Jahr abgerissen. Weiterhin wurden die jüdische Schule und vier Privathäuser schwer beschädigt. Der Polizeibericht berichtete von mehreren tausend Menschen, die sich an dem Abend auf den Straßen befanden (viele vor der Synagoge) und somit Zeugen der Sachbeschädigung und Brandstiftung wurden. Einige jüdische Bürger wurden in „Schutzhaft“ genommen und auch zu körperlichen Übergriffen soll es gekommen sein. Der Polizeibericht stelle abschließend einen Schaden zwischen 42.980 und 45.000 Reichsmark fest, der in dieser Nacht entstand.
Die Verkehrsübergabe der Autobahn Frankfurt nach Berlin fand 1942 statt. Für den Bau der Autobahnbrücke über das Tal des Asbachs richtete man 1938 mitten im Pfaffenwald (westlich von Beiershausen, in der Nähe der Asbachtalbrücke, über die heute die Bundesautobahn 4 führt) ein Lager für Arbeiter des Reichsarbeitsdienst (RAD) ein. Nach Fertigstellung der Brücke diente das Lager von 1940 bis 1942 als Kriegsgefangenenlager, vorwiegend für französische Soldaten. Von 1942 bis 1945 war das „Lager Pfaffenwald“ ein Sterbe- und Geburtenlager für ausländische Zwangsarbeiter und -arbeiterinnen. Durch katastrophale medizinische Versorgung und völlig unzureichende Ernährung starben in diesem Lager mindestens 374 Menschen. An die damaligen Geschehnisse und die Namen der Opfer erinnert heute der Lagerfriedhof (heute Ehrenfriedhof). Er liegt oberhalb von Beiershausen etwa drei Kilometer südlich vom damaligen Lager entfernt. Am 30. März 1945 erreichte das 37. Panzerbataillon (Teil der 3. US Army unter George S. Patton) die Stadt. Der als Stadtkommandant eingesetzte Major Georg August Moeller zieht am 31. März alle militärischen Einheiten aus der Stadt ab. Diese Einheiten wurden durch die Amerikaner teilweise gefangen genommen. Darunter waren auch der Major Georg August Moeller und der Hauptmann Karl Güntzel, die die Amerikaner am 31. März 1945 in die unbesetzte Stadt führten. Somit kam es nicht zu dem geplanten Artilleriebeschuss der Stadt durch die Amerikaner. Die Langemarck-Kaserne wurde 1945 von der United States Army übernommen und in McPheeters Kaserne umbenannt. Hier war dann bis 1994 die 3rd Squadron des 11th Armored Cavalry Regiment zur Grenzüberwachung im Fulda Gap eingesetzt.

### Nachkriegszeit und Jüngste Vergangenheit

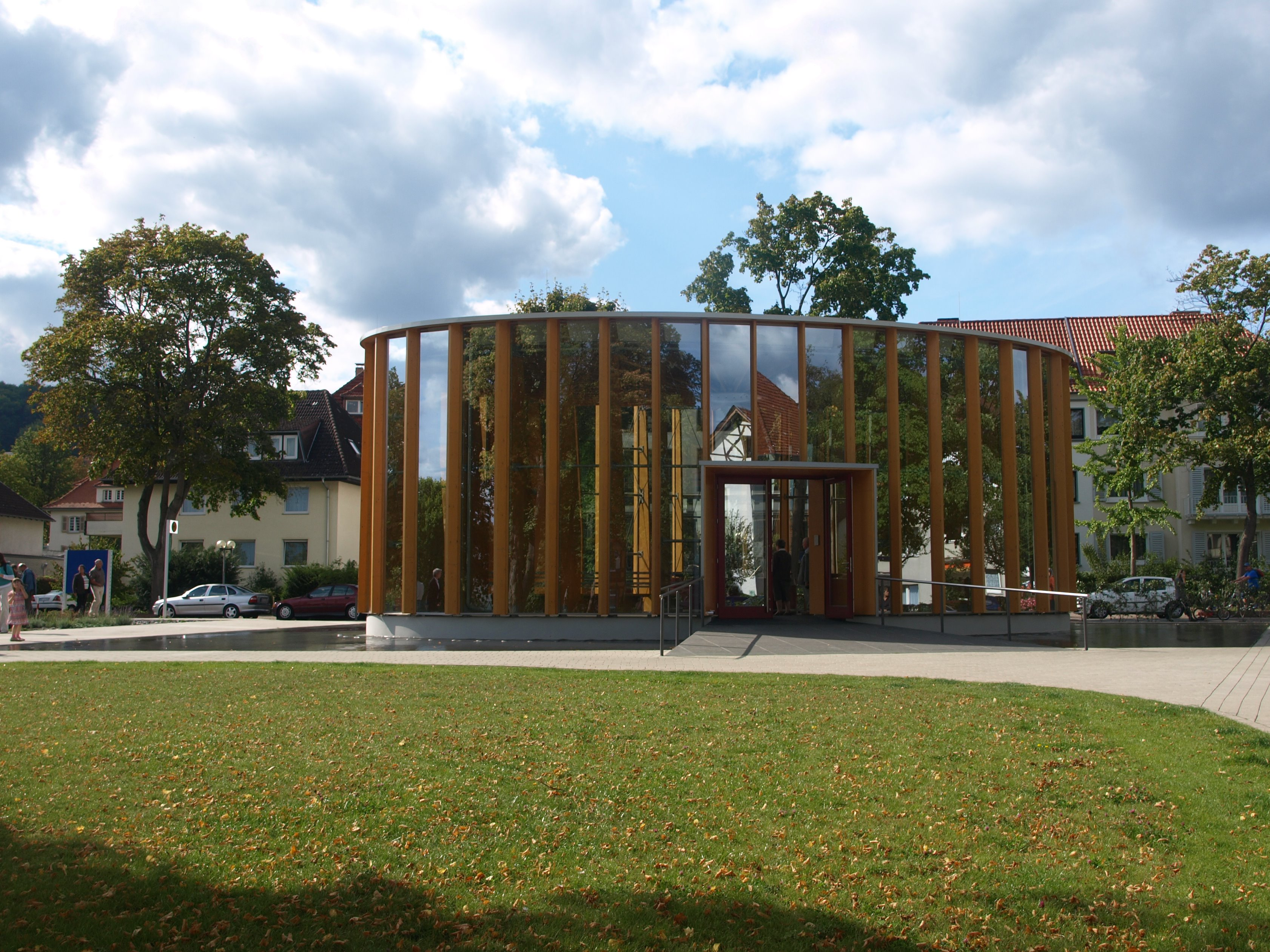
Quellpavillon im Kurpark

Durch die Erbohrung des Vitalisbrunnens 1949 wurde die Entwicklung zum Kurbad nach dem Krieg weiter fortgesetzt. Das Wasser ist stark glaubersalzhaltig und findet bei Erkrankungen von Magen, Leber, Darm, Galle und des Stoffwechsels Anwendung. Ab dem 4. März 1949 ist Hersfeld Heilbad und darf sich Bad Hersfeld nennen. Im Jahre 1963 wird Bad Hersfeld Staatsbad. Die Vitalisklinik (für Rehabilitationszentrum für Verdauungs-, Stoffwechsel- und degenerative Erkrankungen) wird 1973 eröffnet und die Hainbergklinik (für psychosomatische Erkrankungen) folgt 1977. Ein Jahr danach wurde mit dem Bau an der Fachklinik Wigbertshöhe (für psychosomatisch orientierte Therapie suchtkranker Menschen) begonnen. Das größere Hotel am Kurpark wurde 1985 eröffnet. Als erstes Staatsbad in Hessen wurde Bad Hersfeld im Jahr 1997 privatisiert. Die KTE Kliniken und Therapieeinrichtungen AG meldete jedoch im Jahr 2004 Insolvenz an, so dass der Kurbetrieb im Jahr 2006 kommunalisiert wurde. In der folge wurden sowohl der Kurpark als auch das Kurhaus neu gestaltet. Im Jahr 2008 erhielt dieser neu gestaltete „Park der Jahreszeiten“ eine Auszeichnung eines Wettbewerbes der im Auftrag eines Motorenherstellers initiiert wird. Der neue Quellpavillon an der Ecke Wittastraße, Am Kurpark, erhielt im Jahr 2008 die Simon-Louis-du-Ry-Plakette vom BDA Bund Deutscher Architekten im Lande Hessen e. V.
Johannes Klein, ein Schüler von Max Reinhardt an der „Staatsakademie für Musik und darstellende Kunst“ (heute Universität für Musik und darstellende Kunst Wien), begründete 1951 mit Wilhelm Neuhaus und weiteren kunstinteressierten Bürgern die Bad Hersfelder Festspiele in der Stiftsruine. Sie beginnen mit Hofmannsthals Jedermann und Sophokles König Ödipus vor einem 1600 Personen fassenden Parkett. Im Jahre 1952 fanden die Festspiele unter der Schirmherrschaft des Bundespräsidenten Theodor Heuss statt. Bis 2009 fanden dann die Festspiele unter der Schirmherrschaft der amtierenden Bundespräsidenten statt.
Johannes Klein war noch bis 1959 Intendant der Festspiele. 1972 wurde ein elektrisch ein- und ausfahrbares Regendach in der Stiftsruine installiert. 1985 wurde der Stiftsbezirk neu gestaltet und fünf Jahre später feierten die Festspiele ihr 40-jähriges Bestehen.
Um Wohnraum für Vertriebene zu schaffen, die aus ehemals deutschen Gebieten kamen, wurde 1952 die Eichhofsiedlung gebaut. Im gleichen Jahr wurde das Innere der Stadtkirche Bad Hersfeld durch einen Brand zerstört. Ein Jahr später, 1953 wurde der neu gestaltete Innenraum mit Kanzel, Gestühl, Orgeln wieder eingeweiht. Im Jahr 1957 verlegte die Zuse KG ihren Sitz nach Bad Hersfeld. Diese Firma wurde später von der Siemens AG übernommen. 1967 fand in der Stadt der siebte Hessentag statt, der in drei Tagen etwa 150.000 Besucher anzog.
Durch die Gemeindereform 1972 wurden die Altkreise Hersfeld und Rotenburg zu einem Großkreis zusammengelegt. Bad Hersfeld wurde Kreisstadt von Hersfeld-Rotenburg. Im Mai 1983 demonstrierten 5.000 Menschen in der Stadt gegen ein Ehemaligentreffen von Soldaten der Waffen-SS. Zu den Initiatoren des Protestes gehörte auch das Ensemble der Bad Hersfelder Festspiele. Im Jahr 1984 fanden Ausgrabungen am Südtor der Abtei statt, es ist nun für Fußgänger wieder geöffnet. Die Stadt feierte 1986 das 1250-Jahr-Jubiläum und gedachte im selben Jahr des Brands der Stiftsruine vor 225 Jahren mit einem Feuerwerk in der Ruine. 1988 wurde der Klausturm, aus der ehemaligen Wehranlage der Stadt, restauriert. Im gleichen Jahr feierte die Hersfelder Zeitung ihr 225-jähriges Bestehen.
1980 war Bad Hersfeld Ort eines spektakulären Mordes der Stasi an dem DDR-Dissidenten Bernd Moldenhauer. Während der deutschen Teilung nach dem Zweiten Weltkrieg gehörte Bad Hersfeld wegen seiner Nähe zur DDR zum sogenannten Zonenrandgebiet und erhielt deswegen staatliche Fördermittel. Nach der Wiedervereinigung lag es mit einem Mal im Herzen der Republik. Im Jahre 1993 wurden die amerikanischen Streitkräfte abgezogen.
Bad Hersfeld profitiert heute aufgrund seiner zentralen Lage in besonderem Maße von der Zunahme des Versandhandels durch die Verbreitung des Internets. Die Firmen Amazon.de und Libri verlegen 1999 ihre Logistikzentren nach Bad Hersfeld. 2019 war Hersfeld Ausrichter des 59. Hessentages, den in zehn Tagen nach Angaben der Stadt etwa 862.000 Gäste besuchten.